# دستگاه فعال‌کننده مشبک
دستگاه فعال‌کننده مشبک یا (به انگلیسی: Ascending reticular activating system) به اختصار ARAS، قسمتی از دستگاه عصبی مرکزی است که ساختمانی پراکنده و شبکه مانند دارد و از رشته‌های ریز با تعداد فراوانی هسته تشکیل یافته‌است. این دستگاه بخشی از ساختار مشبک به حساب می‌آید و مسئول حالت بیداری پایدار است.

## کارکرد
تشکیلات مشبک از طریق ارتباط با بخش حرکتی سیستم عصبی بر فعالیت‌های ارادی و واکنش‌های بدن اثر مستقیم می‌گذارد. نیمکره‌های مخ و دستگاه فعال‌کننده مشبک در حفظ هوشیاری نقش دارند. قسمت بیشتری از دستگاه فعال‌کننده مشبک در ساقه مغز قرار دارد. اگر این دستگاه صدمه ببیند، براساس آسیب ایجاد شده منجربه درجاتی از اختلال هوشیاری می‌گردد. این شبکه کوچک از یاخته‌ها به طول حدود ده سانتی‌متر می‌باشد.
سیستم فعال کننده مشبک بدن را در حالت بیداری پایدار قرار می‌دهد. این بخش اطلاعات را از گیرنده‌های حسی با روش‌های مختلف دریافت می‌کند که از طریق مسیرهای اسپینورتیکولار و اعصاب جمجمه (عصب سه قلو، مسیرهای چند وجهی، عصب بویایی، عصب بینایی، عصب دهلیزی و مسیرهای تک وجهی) منتقل می‌شود.

## فرایند تنظیم
این مسیرها به‌طور مستقیم یا غیرمستقیم از طریق ستون میانی هسته‌های تشکیل شبکه (هسته‌های مغناطیسی و هسته‌های مشبک تگمنتوم پونتین) به تالاموس می‌رسند. سیستم فعال کننده شبکه ای از قسمت پشتی مغز میانی خلفی و پل مغزی شروع می‌شود، تا دی انسفالون ادامه می‌یابد و سپس به دو قسمت تقسیم می‌شود و به تالاموس و هیپوتالاموس می‌رسد و سپس به قشر مغز می‌ریزد. برآمدگی تالاموس تحت سلطه نورون‌های کولینرژیک است که از هسته تگمنتال پدانکولوپونتین پونز و مغز میانی (PPT) و هسته تگمنتال لاترودورسال پونز و هسته‌های مغز میانی (LDT) منشأ می‌گیرند. برجستگی هیپوتالاموس شامل نورون‌های نورآدرنرژیک لوکوس سرولئوس (LC) و نورون‌های سروتونرژیک هسته‌های رافه پشتی و میانی (DR) است که از هیپوتالاموس جانبی عبور کرده و به آکسون‌های هسته توبرو پستانی هیستامینرژیک (TMN) می‌رسند و با هم یک مسیری که به جلوی مغز، قشر مغز و هیپوکامپ گسترش می‌یابد. برانگیختگی قشری همچنین از نورون‌های دوپامینرژیک جسم سیاه (SN)، ناحیه تگمانتی شکمی (VTA) و ناحیه خاکستری دور قناتی (PAG) بهره می‌برد. تعداد کمتری از نورون‌های کولینرژیک پونز و مغز میانی، برجستگی‌هایی را به سمت جلوی مغز در امتداد مسیر شکمی ارسال می‌کنند و تالاموس را دور می‌زنند.